# Agriocnemis rubricauda
Agriocnemis rubricauda är en trollsländeart som beskrevs av Tillyard 1913. Agriocnemis rubricauda ingår i släktet Agriocnemis och familjen dammflicksländor. Inga underarter finns listade i Catalogue of Life.